# Susan Minns
Susan Minns (* 21. August 1839 in Lincoln (Massachusetts); † 2. August 1938) war eine US-amerikanische Biologin, Philanthropin und Sammlerin. Sie war eine der ersten Frauen, die am Massachusetts Institute of Technology studierte.

## Leben und Werk
Minns war das jüngste von drei Kindern von Frances Ann Parker und ihrem Ehemann dem wohlhabenden Kaufmann Constant Freeman Minns. Sie wurde an Privatschulen ausgebildet, so an der Cambridge School for Girls des Naturforschers Louis Agassiz.  Sie besuchte auch die von Agassiz 1873 auf Penikese Island gegründete Anderson School of Natural History. Während des zweijährigen Bestehens dieser Schule waren 30 Frauen unter den Schülern, für die die Sommerschule eine Ausbildung ermöglichte, die ihnen das in den USA gerade erst begonnene formelle Graduiertenstudium nicht ermöglichte. Anschließend studierte Minns am Wellesley College und bis 1881 als eine der ersten Frauen am Massachusetts Institute of Technology (MIT). Sie studierte Botanik bei  Asa Gray und trug zu seinem Buch „Manual of the Botany of the Northern U.S.“ bei. Sie war am MIT Mitglied der Association of Women und 1897 war sie Mitglied des Beirats des National Science Club of Women.

### Philanthropin
1888 war sie Unterzeichnerin des Gründungsgesetzes des Marine Biological Laboratory in Woods Hole (Massachusetts) und wurde zum Mitglied des ersten Kuratoriums ernannt. Von 1890 bis 1899 war sie aktiv an der Beschaffung von Spenden für das Marine Biological Laboratory beteiligt, das von der Women’s Education Association in Boston finanziert wurde und wo sie als Treuhänderin fungierte.
Im Juni 1914 spendete sie dem Wellesley College 50.000 US-Dollar in Erinnerung an die verstorbene Professorin für Botanik Susan Hallowell. 1915 unterstützte sie den Baufonds für das neue Gray Herbarium der Harvard University.
1927 spendete sie dem Commonwealth of Massachusetts eine Fläche von 127 Morgen auf dem Little Wachusett Mountain in Princeton, Massachusetts, das bekannt wurde als das Minns Wildlife Sanctuary.
Im selben Jahr spendete sie 10.000 US-Dollar für die Botanikbibliothek am Wellesley College und 80.000 US-Dollar für den Bau der Botanikabteilung in Sage Hall. 1931 unterstützte sie finanziell die botanische Forschung von Professor Margaret Clay Ferguson am Wellesley College. In den 1940er Jahren schenkte sie Teile ihrer Kunst- und Literatursammlungen dem Wellesley College und in ihrem Testament gründete sie den Thomas Minns Fund in Erinnerung an ihren Bruder und ermöglichte die Erstellung der Minns Lectures am Wellesley College.

### Sammlerin
Sie erstellte bereits ab ihrem 14. Lebensjahr eine bemerkenswerte und umfangreiche Sammlung von Kunst und Literatur in Bezug auf Darstellungen des Todes und baute in den ersten zwei Jahrzehnten des 20. Jahrhunderts sogar einen Teil ihres Hauses in eine Todesgalerie um. Dort zeigte sie Giftbecher, Gebete und Einladungen zu Trauergottesdiensten, Todesanzeigen, Sterbeurkunden, Radierungen, Holzschnitzereien und Stiche von Albrecht Dürer und Rembrandt. Sie verkaufte ihre Sammlung 1922 auf einer Auktion bei der American Art Association in New York.  Die Auktion erzielte 17.645,50 USD und war als Spende an das Exekutivkomitee der Vereinigten Staaten zur Wiederherstellung der Université catholique de Louvain in Belgien vorgesehen. 1929 übergab sie den Rest ihrer Sammlung an die Universitätsbibliothek der Université catholique de Louvain. Der belgische König zeichnete sie für ihre großzügige finanzielle Spende und Übergabe ihrer Sammlung mit dem Orden der Goldenen Palme aus.
Sie sammelte auch Botanik-Exemplare und erhielt solche von anderen Sammlern. Ihre Exemplare befinden sich im National Museum of Natural History, in der Smithsonian Institution, dem Harvard University Herbarium, in dem New York Botanical Garden Herbarium, dem Pringle Herbarium der University of Vermont und dem Bell Museum der University of Minnesota.

### Autorin und Malerin
1928 verfasste und illustrierte sie ein Buch über die Seidenraupe, da sie eine Seidenraupenzucht angelegt hatte.  Sie schrieb auch ein Buch über ihre Genealogie: „Minns and allied families in the line of descent of Miss Susan Minns“. Sie war ebenfalls eine Aquarellmalerin und fertigte Holzschnitte an.
Sie lebte in dem vierstöckigen Stadthaus der Familie in Boston und wurde 1913 nach dem Tod ihres Bruders Thomas alleinige Eigentümerin. Sie verbrachte ihre Sommer im „Forty Steps Cottage“ auf ihrem Küstengrundstück Forty Steps Beach in Nahant, Massachusetts, das sie 1922 gekauft hatte.
Zum Zeitpunkt ihres Todes war Minns die älteste lebende Absolventin des MIT. Sie wurde auf dem historischen Mount Auburn Cemetery (Massachusetts) beigesetzt.

## Auszeichnungen
- Phi Beta Kappa
- Boston Society of Natural History
- Fellow der Royal Society of Arts
- Fellow der American Association for the Advancement of Science

## Veröffentlichungen (Auswahl)
- Book of the Silkworm: A Plea for the Cultivation of Silk and the Silkworm in the United States, New York, National Americana Society, 1929. Neuauflage 2013, ISBN 978-1-258-78239-9.